# Ane Dahl Torp
Ane Dahl Torp (Bærum, 1º agosto 1975) è un'attrice norvegese.

## Filmografia parziale

### Cinema
- Dead Snow (Død snø), regia di Tommy Wirkola (2009)
- 1001 grammi (1001 Gram), regia di Bent Hamer (2014)
- The Wave (Bølgen), regia di Roar Uthaug (2015)
- The Quake - Il terremoto del secolo (Skjelvet), regia di John Andreas Andersen (2018)
- Charter, regia di Amanda Kernell (2020)
- Dreams (Drømmer), regia di Dag Johan Haugerud (2024)
- The Ugly Stepsister, regia di Emilie Blichfeldt (2025)

### Televisione
- Hos Martin - serie TV, 1 episodio (2004)
- Kodenavn Hunter - miniserie TV, 6 puntate (2007)
- En god nummer to - serie TV, 8 episodi (2009)
- Dag - serie TV, 1 episodio (2011)
- Omicidi a Sandhamn (Morden i Sandhamn) ‒ serie TV, 12 episodi (2013-2018)
- Occupied (Okkupert) ‒ serie TV, 24 episodi (2015-2020)
- Heimebane - serie TV, 18 episodi (2018-2019)
- Superkrim - serie TV, 20 episodi (2020)
- Fartblinda - serie TV,  7 episodi (2022)

## Riconoscimenti
- Guldbagge 2021: Miglior attrice per Charter
- Premio Amanda 2004: Migliore attrice per Svarte penger, hvite løgner, 2004
- Premio Amanda 2006: Migliore attrice per Gymnaslærer Pedersen, 2006
- Shooting Stars Award 2006
- Premio Gullruten 2007: Miglior attore donna per Kodenavn Hunter, 2007
- Premio Amanda 2008: Migliore attrice non protagonista per Lønsj, 2008
- Premio Gullruten 2018: Miglior attore donna per Heimebane, 2018[2]